# Premier Division de la Liga de Irlanda 2014
La Premier Division de la Liga de Irlanda 2014 fue la 94.ª temporada de la Premier Division. La temporada comenzó el 7 de marzo y finalizó el 24 de octubre. El Dundalk conquistó el décimo título de su historia

## Sistema de competición
Los 12 equipos participantes juegan entre sí todos contra todos dos veces totalizando 33 partidos cada uno. Al término de la jornada 33, el primer clasificado obtuvo un cupo para la segunda ronda de la Liga de Campeones 2015-16, mientras que el segundo y tercer clasificado obtuvieron un cupo para la primera ronda de la Liga Europa de la UEFA 2015-16. Por otro lado, el último clasificado descendió a la Primera División 2015, mientras que el penúltimo clasificado jugó el Play-off de relegación contra el ganador de la primera ronda de play-offs de la Primera División 2014, para determinar cual de los equipos jugará en la Premier Division 2015.
Un tercer cupo para la primera ronda de la Liga Europa de la UEFA 2015-16 será asignado al campeón de la Copa de Irlanda.

## Premier Division
Los siguientes doce clubes participan en la Premier Division durante la temporada 2014.
| Club                  | Ciudad                | Estadio              | Capacidad |
| --------------------- | --------------------- | -------------------- | --------- |
| Athlone Town          | Athlone               | Athlone Town Stadium | 2.500     |
| Bohemians             | Dublín (Phibsborough) | Dalymount Park       | 3.193     |
| Bray Wanderers        | Bray                  | Carlisle Grounds     | 7.000     |
| Cork City             | Cork                  | Turners Cross        | 7.485     |
| Derry City            | Derry                 | Brandywell           | 7.700     |
| Drogheda United       | Drogheda              | Hunky Dorys Park     | 2.000     |
| Dundalk FC            | Dundalk               | Oriel Park           | 4.500     |
| Limerick FC           | Limerick              | Thomond Park         | 26.500    |
| Shamrock Rovers       | Dublín (Tallaght)     | Tallaght Stadium     | 5.947     |
| Sligo Rovers          | Sligo                 | The Showgrounds      | 5.500     |
| St Patrick's Athletic | Dublín (Inchicore)    | Richmond Park        | 5.340     |
| UCD                   | Dublín (Belfield)     | UCD Bowl             | 3.000     |

## Tabla de posiciones
| Pos. | Equipo                 | Pts. | PJ | G  | E  | P  | GF | GC | Dif. | Clasificación 2015–16                 |
| ---- | ---------------------- | ---- | -- | -- | -- | -- | -- | -- | ---- | ------------------------------------- |
| 1    | Dundalk (C)            | 74   | 33 | 22 | 8  | 3  | 73 | 24 | +49  | Primera ronda de la Liga de Campeones |
| 2    | Cork City              | 72   | 33 | 22 | 6  | 5  | 51 | 25 | +26  | Primera ronda de la Liga Europea      |
| 3    | St. Patrick's Athletic | 65   | 33 | 19 | 8  | 6  | 66 | 37 | +29  | Primera ronda de la Liga Europea      |
| 4    | Shamrock Rovers        | 62   | 33 | 18 | 8  | 7  | 43 | 26 | +17  | Primera ronda de la Liga Europea      |
| 5    | Sligo Rovers           | 43   | 33 | 12 | 7  | 14 | 44 | 36 | +8   |                                       |
| 6    | Limerick               | 41   | 33 | 12 | 5  | 16 | 37 | 45 | −8   |                                       |
| 7    | Bohemians              | 40   | 33 | 9  | 13 | 11 | 40 | 41 | −1   |                                       |
| 8    | Derry City             | 32   | 25 | 9  | 5  | 11 | 42 | 41 | +1   |                                       |
| 9    | Drogheda United        | 36   | 33 | 10 | 6  | 17 | 40 | 63 | −23  |                                       |
| 10   | Bray Wanderers         | 26   | 33 | 5  | 11 | 17 | 28 | 61 | −33  |                                       |
| 11   | UCD                    | 25   | 33 | 6  | 7  | 20 | 27 | 71 | −44  | Promoción por la permanencia          |
| 12   | Athlone Town           | 22   | 33 | 4  | 10 | 19 | 35 | 56 | −21  | Descenso a FAI First Division 2015    |

Actualizado a los partidos jugados el 24 de octubre de 2014.
 Fuente: Soccerway

## Playoffs ascenso-descenso
| 27 de octubre de 2014, 19:45 | UCD          | 1:2 (1:0) | Galway                      | UCD Bowl, Dublín                                      |                                                       |
|                              | - Molloy 18' | Reporte   | - 89' Barrett - 90' Manning | Asistencia: 643 espectadores Árbitro(s): James McKell | Asistencia: 643 espectadores Árbitro(s): James McKell |

| 31 de octubre de 2014, 20:45 | Galway                                   | 3:0 (1:0) (Global 5:1) | UCD | Eamonn Deacy Park, Galway                              |                                                        |
|                              | - Shanahan 45' - Manning 71' - Bryne 80' | Reporte                |     | Asistencia: 2.890 espectadores Árbitro(s): Dave McKeon | Asistencia: 2.890 espectadores Árbitro(s): Dave McKeon |

## Goleadores
- Fuente: Soccerway

| Pos. | Jugador        | Club                  | Goles |
| ---- | -------------- | --------------------- | ----- |
| 1    | Christy Fagan  | St Patrick's Athletic | 20    |
| 1    | Patrick Hoban  | Dundalk               | 20    |
| 3    | Conan Byrne    | St Patrick's Athletic | 17    |
| 4    | Rory Gaffney   | Limerick              | 14    |
| 5    | Dinny Corcoran | Bohemians             | 13    |